# Associazione Calcio Monza
La Associazione Calcio Monza es un club de fútbol italiano de la ciudad de Monza, en Lombardía. Fue fundado en 1912 y refundado dos veces, y desde la temporada 2025-26 jugará en la Serie B, la segunda división del fútbol nacional.

## Historia
El 1 de septiembre de 1912 fue fundado el Monza Foot Ball Club como fusión de dos equipos antecedentes, el Pro Monza y la Pro Italia. Los primeros colores del club fueron el blanco y el celeste.
A lo largo de su historia, a través de varias refundaciones y fusiones, el Monza ganó 4 Copas Italia de Serie B (récord de victorias en este torneo) y una Copa anglo-italiana, y logró militar durante 38 temporadas en Serie B, la segunda división italiana.
Siendo el club con más temporadas en  Serie B sin ascender a Serie A
En 2015, la entidad quebró y desapareció del fútbol profesional. El mismo año fue fundado el S.S.D. Monza 1912, heredero de la tradición deportiva del antiguo conjunto. En septiembre de 2018, el grupo financiero Fininvest, propiedad de Silvio Berlusconi, se hace con el control del club tras pagar 3 millones de euros a sus propietarios. El 1 de julio de 2019 cambió su nombre a Associazione Calcio Monza.
El 8 de junio de 2020 el Monza regresa oficialmente a la Serie B Después de un campeonato dominado pero interrumpido debido al covid-19, Monza gana su grupo de Serie C con una ventaja de 16 puntos sobre sus rivales y finalmente el Monza vuelve a la Serie B tras 19 años con mucha ilusión, ambición y con los objetivos muy claros en mente, el ascenso a la Serie A .
Debutó en la Serie A en la temporada 2022-23.

## Infraestructura

### Estadio

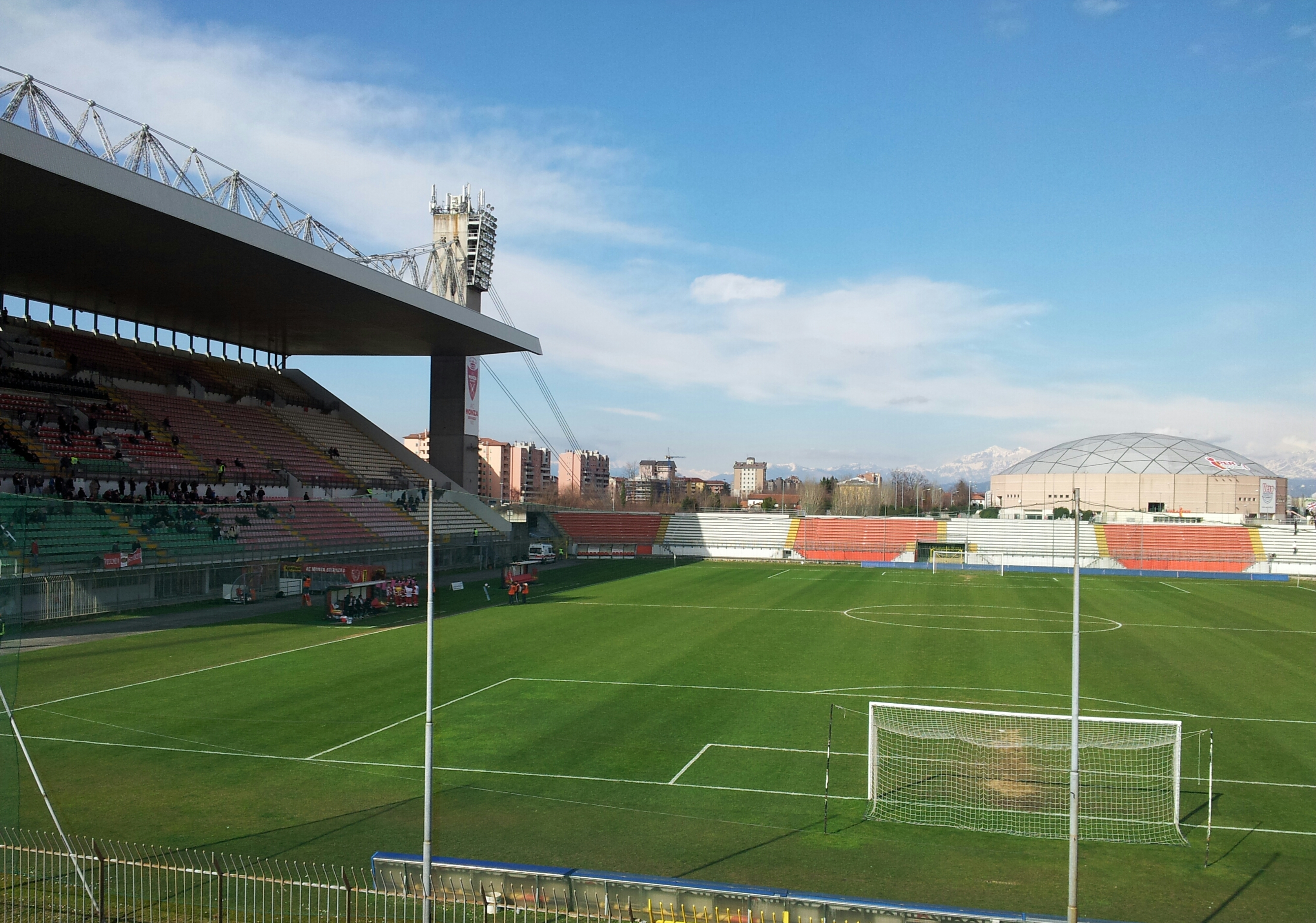
Estadio Brianteo.

El primer campo de juego donde el FBC Monza comenzó a entrenar, jugando los primeros partidos, fue el Boschetti Reale, donde otros clubes de fútbol ya estaban presentes (el Convitto Fumagalli y el Veloce Club Monzese). Cortesía de Pro Victoria, juega en el terreno ubicado en via Vittorio Veneto en la esquina de via Duca d'Aosta en Triante, donde ahora se encuentra la Parroquia del Sagrado Corazón y su oratorio. Allí jugó el campeonato de la Tercera Categoría 1913-1914, pero cuando el Pro Victoria lo abandonó porque se mudó al Carlo Cattaneo, renunciando a renovar el alquiler anual, Monza tuvo que solicitar la adquisición, especificando que tenía la intención de ceñirlo con una empalizada de madera.
El campo de Triante pertenecía al Municipio y ya era difícil obtener la concesión de la cerca, lo que habría permitido pagar el boleto de entrada y poder inscribirse para el campeonato de Promoción según lo establecido por las regulaciones de la FIGC de la época, era inconveniente y demasiado lejos desde el centro: el tranvía más cercano pasa a través de Borgazzi y puede llegar a pie o puede llegar allí pagando un carro, que es impensable para el público demacrado de la época. Es por esta razón que los líderes se ocupan y, después de obtener la aprobación de la Curia, pueden usar el campo ubicado detrás del Santuario de Grazie Vecchie, que está unido a la pared del Parque Monza más allá del Lambro, recolectó 3.000 liras con una suscripción pública para la construcción de la tribuna que se inauguró el 13 de mayo de 1915, donde se encuentran Milán, Chiasso y Juventus Italia.
La empresa estaba creciendo y la necesidad de enfrentar la actividad deportiva requería estructuras adecuadas. La antigua tierra de Grazie Vecchie comenzó a ser demasiado estrecha, por lo que se planeó la construcción de un nuevo parque infantil, esta vez de su propiedad, que constituye la "Sociedad Cooperativa de Deportes de Campo" para recaudar fondos con 100 acciones de liras. El 23 de febrero de 1923, con el amistoso contra C.S. Gloria di Fiume se inauguró en el campo Via Ghilini, equipado con una tribuna de madera con capacidad para alrededor de 1 000 espectadores sentados.
Monza jugó a través de Ghilini hasta 1945, también jugando la "Serie de torneos mixtos C-Primera división 1943-1944" organizada por la Zona Directorio II (Lombardía). Fue entre el tercer y quinto día del partido de ida que Monza, que volvió a jugar en casa después de tres semanas, el quinto partido el 5 de marzo contra Falck (no había jugado en casa desde el 13 de febrero y se había ido a Lecco el 20 febrero), encuentra la sorpresa inoportuna de encontrar su tribuna completamente desmantelada y todas las vigas de madera removidas para quemarlas (no se rastreó a los culpables).
Después del lanzamiento, después de que terminó el conflicto, el club desempolvó un viejo proyecto publicado antes del comienzo de la guerra en "Il Popolo di Monza" y solicitó poder obtener el espacio libre detrás de la estación de Monza, después de haber dejado la plaza, utilizada anteriormente como Camposanto y luego desde 1930 para las asambleas fascistas, entre la iglesia de San Gregorio y la antigua Casa del Balilla (GIL). G.I.L. fue parcialmente recuperado como un cine-teatro y el Municipio se comprometió a dar el A.C. Monza un nuevo campo que se inauguró el 21 de octubre de 1945.
Durante los primeros 3 Campeonatos de la Serie C, los espectadores se apiñaron a lo largo de la valla y una pequeña colina con un pequeño tubular y madera actuaron como tribuna. Pero luego para Monza llegó el ascenso a la Serie B y San Gregorio, como se había nombrado el campo, necesitaba una tribuna nueva y grande para crear un estadio real. Los miembros de Monza, al transferir el antiguo campo de Via Ghilini al Municipio, obtuvieron a cambio de la construcción de una tribuna construida con hormigón armado, la que todavía encontramos en Sada hoy. El estadio retuvo el nombre de San Gregorio hasta el final de la temporada deportiva de 1952-1953. Desde la siguiente temporada hasta finales de 1964-1965 se llamó "Stadio Città di Monza", aunque la capilla de San Gregorio todavía estaba allí al final de la plaza utilizada como estacionamiento. El estadio recibió el nombre definitivo de Gino Alfonso Sada, presidente honorario que, entre los años cincuenta y sesenta, llevó al equipo Brianza a tocar la promoción en la máxima categoría varias veces.
La estructura, sin embargo, a mediados de los años setenta se volvió insuficiente para lo que ahora se había convertido en una de las ciudades más pobladas de Lombardía y para una de las formaciones más ambiciosas.
El 28 de agosto de 1988 se inauguró el "Estadio Brianteo" con el Partido Copa de Italia entre Monza y AS Roma, que terminó 2-1 para los "Biancorossi" con goles de Pierluigi Casiraghi, Giuseppe Giannini y Carmelo Mancuso.
El estadio está equipado con un potente sistema de iluminación que fue completamente renovado en 2019. En el mismo año, se renovaron los vestuarios y la zona mixta.
Las inversiones realizadas en 2020-21 permitieron la construcción de nuevas instalaciones para garantizar un mayor confort y nuevos servicios orientados a brindar a los espectadores una experiencia aún mejor en todo tipo de eventos.
Lo más destacado de los trabajos de remodelación del estadio es el nuevo sistema de iluminación, la creación de 4 palcos y la sala de conferencias.

## Palmarés
| Competición nacional            | Títulos | Subcampeonatos                                                                                |
| ------------------------------- | --- | --------------------------------------------------------------------------------------------- |
| Serie C, Serie C1 (6/5)         | 1946-47 (Grupo E), 1950-51 (Grupo A), 1966-67 (Grupo A), 1975-76(Grupo A), 1987-88 (Grupo A), 2019-20 (Grupo A) | 1947-48 (Grupo F), 1974-75 (Grupo A), 1981-82 (Grupo A), 1987-88 (Grupo A), 1991-92 (Grupo A) |
| Serie D (1/0)                   | 2016-17 (Grupo B)                                                                                               |                                                                                               |
| Scudetto Serie D (1/0)          | 2016-17 |                                                                                               |
| Prima Divisione Lombardia (0/1) | | 1941-42 (Grupo C)                                                                             |
| Coppa Italia Serie C (4/4)      | 1973-74, 1974-75, 1987-88, 1990-91 (Record)                                                                     | 1975-76, 1995-96, 2013-14, 2018-19                                                            |
| Prima Divisione (1/0)           | 1933-34 (Grupo B)                                                                                               |                                                                                               |
| Seconda Divisione (1/0)         | 1926-27 |                                                                                               |

| Competición internacional | Títulos | Subcampeonatos |
| ------------------------- | ------- | -------------- |
| Copa anglo-italiana (1/1) | 1976    | 1975           |

Nota: en negrita competiciones vigentes en la actualidad.